# 山口美咲
山口 美咲（やまぐち みさき、1990年1月20日 - ）は、長崎県諫早市出身の元競泳選手。種目は自由形。

## 来歴
諫早市立真城中学校、近畿大学附属高校、近畿大学卒。2008年北京オリンピック4×200mフリーリレー代表、2016年リオデジャネイロオリンピック4×100mフリーリレー8位。
2009年9月12日には、第64回国民体育大会で長水路の100m自由形で54秒43の日本記録を樹立した。